# William Lehman
William Lehman (20 de desembre de 1901 - 1979) fou un futbolista estatunidenc. Va formar part de l'equip estatunidenc a la Copa del Món de 1934.